# Ficus lateriflora
Ficus lateriflora là một loài thực vật thuộc họ Moraceae. Loài này có ở Mauritius và Réunion.